# Bathyaulax heinii
Bathyaulax heinii är en stekelart som beskrevs av Kaartinen och Donald L.J. Quicke 2007. Bathyaulax heinii ingår i släktet Bathyaulax och familjen bracksteklar. Inga underarter finns listade.